# 미마스 (거인)
미마스(Μίμας)는 그리스 신화에서 우라노스의 피를 받아 생겨난 기간테스 중 하나이다. 제우스가 티탄들을 굴복시키고 나서 땅속 깊은 곳인 타르타로스에 영원히 가둬 버렸다. 티탄에 대한 제우스의 잔악무도한 처리 방법이 마음에 들지 않은 가이아는 복수를 위해 무지막지한 거인들인 기간테스를 불러 제우스에게 대항하게 했다. 그 기간테스 중 하나인 미마스는 올림포스의 신들과 싸웠으나 헤파이스토스가 청동 번개로 죽였다.

## 같이 보기
- 알키오네우스